# Riccardo Gagno
Riccardo Gagno (* 26. Juli 1997 in Montebelluna) ist ein italienischer Fußballtorwart.
Am 26. August 2017 debütierte Gagno für Brescia Calcio in der Serie B. Er wurde 2019 von Ternana Calcio an den FC Modena verliehen und wechselte ein Jahr später dauerhaft nach Modena. Gegen Imolese Calcio 1919 erzielte Gagno am 9. April 2022 in der Nachspielzeit vom Rand des eigenen Strafraums den Treffer zum 2:1-Heimsieg für den FC Modena, der damit seinen 4-Punkte-Vorsprung auf dem direkten Aufstiegsplatz der Gruppe B in der Serie C 2021/22 bei zwei verbleibenden Spielen halten konnte.